# Бъроубридж
Бъроубридж (на английски: Burrowbridge) е село в община Тоунтън Дийн, графство Съмърсет, Англия, разположено по течението на река Парет на 8 km югоизточно от град Бриджуотър. Селото има население от 503 души (по приблизителна оценка от юни 2017 г.). Името му вероятно произхожда от староанглийската дума buruh (укрепен хълм) и brycg (мост).
В селото се намира укреплението Бъроу Мъмп (Burrow Mump), естествен хълм от триаски пясъчник, който завършва с варовици. При разкопки на върха на хълма са открити зидове на сграда, датирана към 12 век. Първото писмено свидетелство, споменаващо това място, е от около 1480 година от Уилям от Уорчестър, който го нарича Myghell-borough. Имало е средновековна църква с патрон архангел Михаил, построена в средата на 15 век, използвана за убежище на роялистки сили през 1645 година. Останките, които днес се виждат, са от 18 век.
- Снимки от Бъроубридж
- Мостът над река Парет в Бъроубридж